# 콜 오브 듀티: 모던 워페어 2
《콜 오브 듀티: 모던 워페어 2》(Call of Duty : Modern Warfare 2)는 콜 오브 듀티 시리즈로, 2009년 11월 10일에 여러 기종에 대해 동시 발매되었다. 콜 오브 듀티 4: 모던 워페어의 후속작으로서 모던 워페어의 스토리 또한 계승한다. 게임에 사용되는 엔진은 콜 오브 듀티 4부터 사용중인 IW 4.0 엔진을 사용한다. 모던워페어 2의 데모 버전은 엑스박스 360용으로만 존재한다. 모던워페어2의 음악은 한스 치머와 론 밸프가 합작했다.
콜 오브 듀티: 월드 앳 워와 같이 콜 오브 듀티의 6번째 시리즈로 '콜 오브 듀티 6' 이라고도 불린다.

## 게임 플레이

### 캠페인
플레이어는 콜 오브 듀티 4: 모던 워페어의 스토리에서 5년의 시간이 지나 게리 '로치' 샌더슨과 조셉 앨런, 제임스 라미레즈라는 병사가 되어 게임을 진행하게 된다. 캠페인은 카자흐스탄, 아프가니스탄, 리우데자네이루, 워싱턴 D.C. 등을 배경으로 하여 진행된다. 인피니티 워드의 설명에 따르면 싱글 플레이의 플레이 타임은 6 - 8시간 정도 된다고 발표했으나 기존 시리즈 적응자들에게는 4 - 6시간 정도면 모두 클리어가 가능하다.

### 스페셜 옵스
모던 워페어 2는 협동 캠페인 모드를 제공하지 않는 대신 스페셜 옵스라는 2인 협동 멀티 플레이 모드가 제공된다. 스페셜 옵스 모드는 각각의 고유한 미션들과 몇몇 캠페인에서 그대로 차용한 미션들을 제공하며 시간제한과 미션 목표를 지니고 있다. 선택한 난이도에 따라 보상으로 별(Star)을 제공하는데, 이 별은 더 많은 스페셜 옵스 미션과 컨텐츠를 해제하는 데 사용된다. 플레이 도중에 쓰러진 동료 플레이어를 치료할 수도 있다.

### 온라인
현재 공개된 일반 멀티플레이 모드는 총 3가지로 폭파, 플래그 러너, 프리-포-올, 데스매치가 있다. 이 중 폭파 모드는 공격과 방어, 두 진영으로 나뉘어 공격팀은 제한 시간 내에 두개의 폭파 지점중 하나의 폭파 지점에서 폭탄을 설치하여 폭파시키면 이기며 방어팀은 공격팀을 저지하면 된다. 플래그 러너는 기본적인 룰이 캡처 더 플래그와 많이 다른 점은 없지만 아군의 깃발을 들고 뛰어다닐 수 있다는 것이 특징이다. 온라인 플레이에서 플레이어는 방패를 장비할 수 있으며, 수류탄 대신 대검을 던질 수도 있다. 또, 킬 스트릭 시스템이 추가되었는데 연속 11킬을 할 경우 AC-130 건쉽을 직접 조종하여 적 플레이어를 사살할 수 있으며, 연속 25킬이 되면 게임상의 밸런스를 위해 핵무기가 등장, 게임이 종료된다. 킬 스트릭은 죽지 않고 일정 킬 이상을 하면 사용자가 언락을 해제한 킬 스트릭을 쓸 수 있는데 사용자에게는 3개의 킬 스트릭이 존재한다.(모든 킬 스트릭의 언락을 풀어도 3개만 가지고 다닐수 있다)

### 킬 스트릭 목록
킬 스트릭 리워드(Kill Streak Reward)는 3종을 장착할 수 있고, 일정 계급마다 1개씩 잠금 해제 기회가 주어져서 사용할 수 있다.

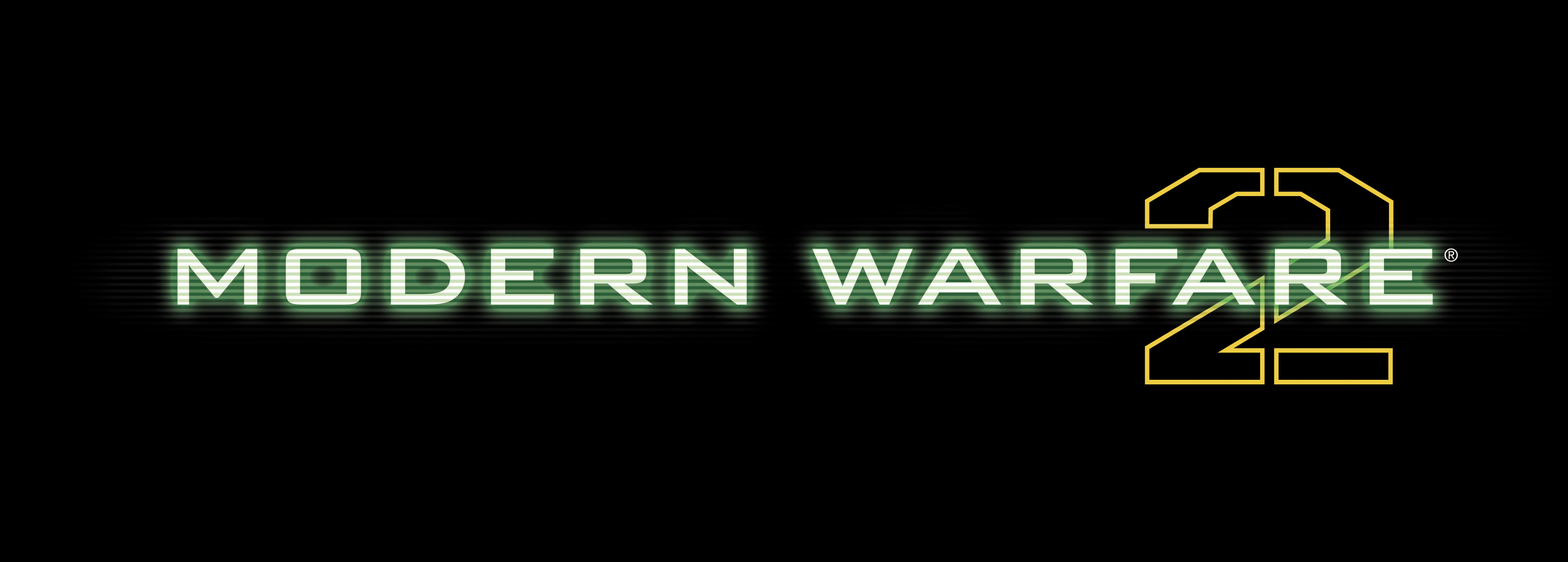

3킬: UAV정찰(UAV) - 아군의 UAV(정찰용 무인기)가 하늘을 선회하면서 주기적으로 적을 정찰한다. 레이다처럼 주기적으로 적의 정지 위치가 레이다(미니맵) 상에 붉은 점으로 표시된다. UAV는 유도 무기 또는 기관총으로 격추 가능하다. 만약 UAV 정찰을 하고 있는데 또 다른 아군이 UAV 정찰을 사용하면 스캔 시간이 더욱 짧아져 적들의 움직임을 관찰하기 좋아진다. UAV는 스팅어 미사일과 AT-4 미사일에 취약하다.
4킬: 보급품 투하(Care Package) - 전체 킬 스트릭 목록 중 랜덤으로(전술 핵 제외) 하나 들어 있는 1개의 보급품 상자를 투하한다. 연막탄을 떨어뜨려 붉은 연막을 표시하면 그 지점 위로 보잉 AH-6 헬기가 보급품을 투하한다. 단, 위에서 떨어지는 보급품에 깔리면 즉사하니 주의해야 한다. 높은 건물이나 지붕에 떨어지거나 철조망 등에 걸려서 보급품을 획득할 수가 없게 될 수도 있다. 투하된 보급품 상자의 잠금을 해제(F키를 누름)하여 킬 스트릭을 사용할 수 있다. 킬 스트릭을 쓰는 사람이 보급품 상자를 해체하는 시간은 극히 짧으나, 적이나 다른 아군이 자신의 상자를 해체할 때는 조금 더 걸린다.
4킬: UAV 교란(Counter-UAV) - 적의 레이다(미니맵)가 일정 시간 동안 마비된다. 교란 UAV는 정찰 UAV보다 낮게 비행한다. 교란용 UAV가 파괴되면 마비 상태가 해제된다.
5킬: 센트리 건(Sentry Gun) - 약 30초 동안 작동되는 무인 기관포탑을 설치한다. 처음 설치한 사용자가 들고 옮길 수 있으며 이동 중 및 설치 중에는 사격 중지 상태이다. 센트리 건은 설치된 방향으로는 강한 기관포를 사격하여 보병은 거의 접근을 할 수가 없게 되지만 후방으로부터 접근하면 나이프나 경찰 실드 한 방에 파괴된다(투검으로도 파괴할 수 있다).
5킬: 프레데터 미사일(Predator Missile) - 프레데터 무인기로부터 발사되어 지상 보병 등 경장갑을 공격하는 프레데터 미사일 한 발을 컨트롤할 수 있다. 프레데터 미사일을 발사했을 때 사격 버튼을 한 번 더 누르면 미사일이 가속한다. 미사일을 조종하는 동안 플레이어는 무방비 상태가 되어 공격에 노출된다. 싱글 플레이와 사용법이 동일하지만 사용자 임의로 발사시점을 선택하는 것이 아니라 킬 스트릭을 시전함과 동시에 발사되기 때문에 떨어지는 시간 동안 표적을 잘 조준해야 한다. 프레데터 미사일은 관통력이 없어서 건물이나 벙커, 벽 등 엄폐물에 쉽게 피할 수 있다.
6킬: 정밀 폭격(Precision Airstrike) - 전작인 모던 워페어 1의 5킬 스트릭과 동일하다. F-15 또는 Mig-31 3대의 폭격기가 정해진 방향에서 날아와 지정한 폭격 지점에 폭탄을 투하하고 날아간다.
7킬: 해리어 폭격(Harrier Strike) - 해리어 3대가 정밀 폭격과 동일한 방식으로 폭격한 후 해리어 한대가 호버링하면서 적군을 사살한다. 근처에 적군의 공격 헬리콥터나 페이브 로우가 있을 경우, 해리어가 공대공 미사일을 발사하여 요격한다. 요격 점수 또한 그대로 지급된다. 호출 지점을 선택할 수는 있지만 폭격 범위와 방향은 선택할 수 없다. 해리어는 스팅어 지대공 미사일 한 발에 파괴된다.
7킬: 공격 헬리콥터 요청(Attack Helicopter) - 전작인 모던 워페어 1과 같이 코브라 혹은 하인드 헬리콥터가 지원 사격을 한다. 맷집이 약해 스팅어 공대공 미사일 한 발에 파괴된다.
8킬: 긴급 보급품 투하(Emergency Airdrop) - 4개의 보급품을(랜덤) 한번에 투하한다. 쓰는 방법은 4킬의 보급품 투하와 같다. 넓은 범위에 떨어지기 때문에 장애물을 매우 주의해야 한다.
9킬: 페이브 로우(Pave Low) - 7킬의 공격 헬리콥터 요청의 강화판이라 보면 된다. 코브라(혹은 하인드)는 기관포가 1문, 페이브 로우는 2문이다. 중무장한 페이브 로우 헬리콥터가 지원사격을 한다. 플레어 하나가 있기 때문에 격추하려면 스팅어를 두 발 발사해야 한다.
9킬: 스텔스 폭격기(Stealth Bomber) - B-2 스피릿 스텔스 폭격기가 폭격한다. 정밀 폭격과 마찬가지로 방향과 지점을 지정할 수 있다. B-2 폭격기는 상대방 UAV나 레이다에 탐지되지 않고 폭탄 투하량도 더 많아 정밀 폭격보다도 큰 피해를 줄 수 있다.
11킬: AC-130 - AC-130의 무기 사수가 되어 사용자는 AC-130 항공기의 조종사가 아니라 무기를 통제하게 된다. 공중을 선회하며 비교적 느린 공격을 하지만 공격력이 매우 강하다. 플레어를 사용해 지대공 미사일을 4발까지 막을 수 있으며 모던 워페어 1의 "공중에서의 죽음" 미션과 사용 방법은 같다. 하지만 전작과 달리 무기를 계속해서 쏠 수 없다.(일정 시간 동안 재장전(쿨타임)을 한다)
11킬: 헬기 사수(Chopper Gunner) - 아파치 혹은 하보크 헬리콥터의 사수가 되어 공격한다. AC-130과는 달리 선회를 하지 않지만 빠른 이동을 한다. 무기는 기관포 하나뿐이지만 재장전을 하지 않으며 연사력이 매우 빠르다. 플레어는 한 발밖에 없어 대공 방어에 취약하다.
15킬: EMP - AC-130이나 헬리콥터, 적의 레이다, 홀로그래픽 사이트, 레드닷 사이트, 하트 비트 센서, HUD 등의 모든 적군의 전자 장비를 일정 시간 동안 마비시킨다. EMP가 활성화되는 동안에는 킬 스트릭을 소환할 수 없다. 단 소총 F2000의 레드닷은 고장나지 않는다.
25킬: 전술 핵(Tactical Nuke) - 경기 승패, 경과시간, 점수에 상관없이 전투를 강제 종료시키고 승리한다. 몇 초의 쿨타임이 있으며 쿨타임에는 이동이 느려진다. 쿨타임이 지나면 아군과 적군을 가리지 않고 모든 인원이 죽는다(1데스).

## 싱글 플레이 미션
콜 오브 듀티 : 모던워페어의 5년 후의 시점. 전쟁이 끝난 뒤 러시아 초국수 파들에 의해 그들의 수장인 이므란 자카예프가 러시아의 영웅이 되고 그의 세력이 정권을 잡게 된다.
미 육군 사령관인 셰퍼드 중장은, 새로운 직속부대를 만들기 위해 미 육군 75 레인저 연대 헌터 2-1 분대장인 폴리 병장에게 뛰어난 병사를 뽑아달라는
부탁을 하는 것으로 게임은 시작한다.
S.S.D.D Same Shit Different Day (하루하루 엿 같은날)
조셉 앨런 일병 (Pfc. Joseph Allen)이 되어 아프간의 피닉스 사격장에서 게임 플레이 방식을 익히고 앞으로의 게임 난이도를 결정하는 트레이닝을 하게 된다.
Team Player (팀 플레이어)
조셉 앨런 일병 (Pfc. Joseph Allen)이 되어 아프가니스탄의 한 시내에서 시가전을 벌인다. 앨런이 소속된 레인저(Ranger) 부대원들과
함께 교량 설치 전차(Bridgelayer)를 보호하고 도하에 성공하면 험비 차량을 타고 탈레반 게릴라들이 들끓는 시내로 진입하게 된다.
도중 기습공격을 당하고 치열한 시가전을 펼치게 된다. 미션 끝 부분에서 셰퍼드에 의해 CIA대원으로 선발된다.
Cliff Hanger (암벽등반가)
2009 E3에서 선보였던 미션이다. 게리 '로치' 샌더슨 병장 (Sgt. Gary 'Roach' Sanderson)이 되어 소프 맥태비시 대위 (Captain John 'Soap' MacTavish)와 함께
카자흐스탄 톈산산맥에 있는 공군 기지에 잠입해서 추락한 인공위성의 ACS 모듈을 회수하는 미션이다. 미션에 성공하면 스노우 모빌(Snowmobile)을 타고 기지에서 탈출한다.
No Russian (러시아어 사용금지)
- 지나친 폭력성으로 인해 논란이 되고있는 미션이다. 미션 시작 전에 건너뛰기 여부를 묻는다.(북미판의 경우 건너뛰기 여부를 묻는 창이 나오지 않는다.)국가별로 미션이 삭제된 버전도 있고, 민간인을 사살할 시 게임오버가 되는 버전도 있다.
조셉 앨런 일병 (Pfc. Joseph Allen)이 되어 셰퍼드에 의해 CIA특수요원으로 블라미디르 마카로프(Vladimir Makarov) 일당 내부에 잠입해(가명 :알렉세이 브로딘)
마카로프의 신임을 얻으라는 임무를 부여받는다. 마카로프는 러시아의 자카예프 국제공항 테러를 계획하고 있었고 앨런은 마카로프의 신뢰를 얻기 위해 테러에 가담한다.
미션이 시작되면 M240 기관총으로 공항에 있는 수백 명의 민간인을 무차별 학살하고 출동한 러시아 연방보안국 FSB를 제압한 뒤 공항을 빠져나간다.
마카로프는 앨런이 잠입한 CIA요원이라는 사실을 셰퍼드에 의해 이미 알고 있었고 공항에서 빠져나가기 직전 앨런을 사살한다.
러시아 당국은 앨런의 시신을 조사하는 도중 앨런이 CIA요원이라는 사실을 밝혀내고 초국수파가 장악하고 있던 러시아 당국은 미국에 선전포고를 한다.
Take Down (테이크 다운)
게리 '로치' 샌더슨 병장 (Sgt. Gary 'Roach' Sanderson)이 되어 TaskForce141 부대원들과 함께 브라질 리우 데 자네이루의 빈민가인
파벨라(Favela)에서 마카로프에게 무기를 공급하는 인물이며 마카로프를 잡을 수 있는 유일한 단서인 알레한드로 로하스(Alejandro Rojas)를 체포하는 임무를 수행한다.
체포하는 도중에 빈민가인 파벨라에서 수많은 민병대들과 교전을 벌인다.
Wolverines! (땅개들)
러시아 공수부대는 추락한 인공위성의 ACS모듈 해킹을 통해 미국의 위성 감시체계를 뚫고 미 본토에 대규모로 상륙한다.
제임스 라미레즈 이병 (Pvt. James Ramirez)이 되어 미국 북부 버지니아에서 VIP인 코드명 랩터(Raptor)를 구출하는 임무를 수행한다.
BurgerTown에서 무인 기관총 터렛(M5)과 MQ-1 프레데터를 이용해 BTR장갑차와 수많은 러시아 군의 공격을 막아내고 랩터를 보호해야 한다.
The Hornet's Nest (벌집)
게리 '로치' 샌더슨 병장 (Sgt. Gary 'Roach' Sanderson)가 되어 Task Force141 부대원들과 함께 포위망을 뚫고 파벨라를 탈출하는 미션이다.
도중에 로치는 낙오되어 민병대에 붙잡힐 위기에 처하지만 간신히 탈출에 성공한다.
Exodus (퇴거)
제임스 라미레즈 이병 (Pvt. James Ramirez)이 되어 스트라이커 장갑차(Honey Badger)와 함께 행동하며 민간인과 주요 인물들을 교외로 대피시키는 미션이다.
하지만 미션 끝부분에서 구출하러간 주요 인물들은 누군가에 의해 이미 살해된 상태이다.
PS. 마지막 부분에서 던이 사진을 촬영한 병사는 No Russian미션에 있었던 Victor(빅토르)라는 사람의 시체라는 설이 있다.
The Only Easy Day...Was Yesterday (더이상 편한 날은 없다 - NAVY SEAL 격언 -.)
게리 '로치' 샌더슨 병장 (Sgt. Gary 'Roach' Sanderson)가 되어 TaskForce141 부대원들과 함께 러시아 캄차카반도에 있는 굴라그
(구 소련 정치범 강제 노동 수용소)에 침투하기 위해 석유 시추선 인질들을 구출하고 석유 시추선의 미사일 방어 시스템을 무력화시키는 미션이다.
The Gulag (굴라그)
마카로프를 유인하기 위해 마카로프가 죽이려고 하는 627번 재소자를 구출하는 미션이다.
게리 '로치' 샌더슨 병장 (Sgt. Gary 'Roach' Sanderson)가 되어 627번 재소자를 구출하는 데 성공하고 재소자는 존 프라이스 대위 (Captain John Price)라는 것이 밝혀진다.
하지만 셰퍼드가 굴라그를 예정시간보다 일찍 포격하여 굴라그가 무너지기 시작하고 로치 일행과 프라이스는 간신히 탈출에 성공한다.
OF Their Own Accord (자발적 참여)
제임스 라미레즈 이병 (Pvt. James Ramirez)이 되어 워싱턴 DC에서 워싱턴산으로의 대피를 호위하는 미션이다.
헬기를 타고 워싱턴 기념탑 주변의 적을 제압하던 도중 헬기가 격추된다. 격추된 헬기 주변으로 적들이 몰려오고,
헬기 추락지점을 방어하다가 적 헬기의 탐지등에 화면이 하얗게 되면서 미션이 끝나게 된다.
Contingency (우발적 사고)
게리 '로치' 샌더슨 병장 (Sgt. Gary 'Roach' Sanderson)가 되어 페테로파블라브스크 교외의 항만으로 침투해서 프라이스 대위를 러시아 핵잠수함까지 호위하는 미션이다.
셰퍼드는 핵미사일 발사를 저지하라고 하지만 프라이스 대위는 이를 무시하고 EMP로 전쟁을 끝내기 위해 미사일 발사를 감행한다.
Second Sun (두 번째 태양)
미션이 시작되면 격추된 헬기 안의 제임스 라미레즈 이병 (Pvt. James Ramirez)이 되었다가 ISS(국제우주정거장)의 우주비행사(SAT1)의 시점으로 전환된다.
지구의 어두운 방향에서 핵미사일이 날아오는 것을 지켜보다가 워싱턴 DC 상공에서 핵미사일이 폭발하고 폭발력 때문에 ISS는 완파된다.
완파된 ISS의 파편이 우주비행사의 시점으로 날아오며 우주비행사는 사망한다. 다시 라미레즈의 시점으로 돌아오고 워싱턴 DC는 핵미사일에서 발생한 EMP(전자기장)때문에
아수라장이 되고, 모든 전자기기가 먹통이 된다. 소식을 전하러 달려가는 전령에게서 위스키 호텔(White House, 백악관)으로 가라는 새로운 임무를 부여 받는다.
Whiskey Hotel (위스키 호텔: (Whiskey Hotel -> W.H. = White House, 즉 백악관)
제임스 라미레즈 이병 (Pvt. James Ramirez)이 되어 러시아 군에 점령당한 백악관을 탈환하는 미션이다.(백악관의 전력은 아직 남아있다.)
위스키 호텔은 White House, 즉 백악관을 의미하는데, 위스키는 W를, 호텔은 H를 나타내는 영문 통화표이다. EMP로 인해 모든 전자기기가 먹통이 된 상황에서
미국 수뇌부는 워싱턴 DC 융단폭격을 계획하고 워싱턴 DC에 남아있는 미군은 이를 막기위해 백악관을 탈환해서 폭격 중단을 요청해야하는 상황이다.
위기일발의 상황! 단 몇초 남은 상황에서 결국 폭격 중단 요청에 성공하고 후속편을 암시하는 대사로 끝이 난다.[5]
Loose End (해결되지 못한 것들)
브리핑에서 국방장관에게 전권을 위임받은 셰퍼드는 마카로프의 마지막 남은 은신처 두 곳을 습격하라는 명령을 내린다.
한 곳은 러시아와 그루지아 국경에 있는 마카로프의 은신처(Safe House)이고 나머지 한 곳은 아프가니스탄에 있는 437번 항공기 폐기장이다.
프라이스와 맥태비시 대위는 항공기 폐기장을 습격하고 로치와 고스트는 마카로프의 은신처를 습격하기로 했다.
플레이어는 게리 '로치' 샌더슨 병장 (Sgt. Gary 'Roach' Sanderson)가 되어 마카로프의 은신처를 습격하는데 마카로프의 부하들은 이미 매복하고 있었고,
돌파(Breach)에 성공하면서 마카로프는 그곳에 없다는 사실이 밝혀진다. 그러나 마카로프의 범죄행각을 증명할 수 있는 수많은 증거들이 발견되어
증거 수집을 할 동안 마카로프의 잔당들로부터 은신처를 방어해야 한다. DSM의 다운로드가 끝나면 고스트와 함께 은신처를 탈출해 지원 나온 셰퍼드가 있는 쪽으로 간다.
그러나 셰퍼드에게 다가가는 순간 셰퍼드는 로치와 고스트를 사살하고 증거가 될 DSM을 가져가고, 둘의 시체를 태운다.
DSM에는 셰퍼드가 마카로프와 내통했다는 증거들도 함께 있었던 것이다.
The Enemy Of My Enemy (내 적의 적)
소프와 프라이스는 아프가니스탄 칸타하에서 남서쪽으로 160마일 떨어진 항공기 폐기장에 도착하지만 그곳은 셰퍼드가 파놓은 함정이었다.
존 '소프' 맥태비시 대위(Captain.John.'Soap' MacTavish)가 되어 셰퍼드와 마카로프의 부하들이 싸우는 틈을 타서 프라이스가 기다리는 장소로 가야한다.
폐기장에는 마카로프의 부하들도 오고 Task Force 141 - 셰퍼드 - 마카로프 3파전의 양상으로 흐른다. 프라이스는 마카로프와 무전을 연결해 같이 셰퍼드를 제거하자고
손 잡을 것을 제의하지만 마카로프는 제안을 거절하고 셰퍼드의 은신처의 위치(Hotel Bravo)만 알려준다.
프라이스와 소프는 니콜라이를 호출해 간신히 포위망을 뚫고 니콜라이의 비행기로 탈출한다.
Just Like Old Times (예전처럼)
프라이스와 소프는 국제 전범 지명 수배자가 된다. 프라이스와 소프는 마카로프에게 얻은 정보대로 호텔 브라보 구역으로 침투해 셰퍼드를 제거할 계획을 세운다.
'소프' 맥태비시 대위 (Captain John 'Soap' MacTavish)가 되어 프라이스와 함께 체이탁 M200 저격 소총, SCAR-H 소총, Vector 기관단총과 콜트 .45 권총, Combat Knife를 가지고
호텔 브라보 구역에 있는 셰퍼드의 동굴로 침투한다. 이 동굴에서 Heart Beat 센서가 부착된 ACR이 있으니 잘찾아보자. 도중에 셰퍼드의 섀도우 컴퍼니(Shadow Company)와 교전을 벌이고 셰퍼드는 자신의 부대원들이 죽는 것도 개의치 않고
프라이스와 소프를 향해 포격을 감행한다. 프라이스와 소프는 간신히 포격을 피하고 동굴과 연결된 강으로 탈출하는 셰퍼드를 뒤쫓는다.
End Game (최종화)
브리핑에서 프라이스는 '진실을 위한 기록'을 남긴다.[6] 소프와 프라이스는 모터보트를 타고 셰퍼드를 뒤쫓는다. 셰퍼드는 보트 채로 헬기에 올라타고
도망치는데 성공하는듯 하였으나 프라이스가 m203 유탄발사기와 m4a1 소총을 쏘아 헬기를 격추시킨다. 그리고 프라이스와 소프가 탄 보트는 폭포 아래로 떨어지고 소프는 정신을 잃는다.
정신이 든 후 칼 한자루를 쥐고 격추된 헬기에서 빠져나온 셰퍼드를 비틀거리며 뒤쫓는다.
셰퍼드를 칼로 살해하려는 순간 셰퍼드는 칼을 막고 소프의 흉부를 칼로 찌른다(소프가 먼저 공격을 하지 않아도 셰퍼드는 소프를 공격한다).
그리고 자신이 이런 일을 벌이는 이유를 설명하고 이해해 줄 것이라 믿는다는 말을 한 다음 자신의 권총으로 소프를 쏘려고 한다.
그 순간 프라이스가 셰퍼드를 저지하고 셰퍼드와 격투를 벌인다. 소프는 자신의 흉부에 박혀있던 칼을 힘겹게 빼내고, 그것을 던져서 셰퍼드의 왼쪽 눈을 맞혀 제거하는 데 성공한다.
(칼로 다른 쪽을 쏘아도 셰퍼드의 눈을 맟춘다.) 그 뒤 니콜라이가 헬기를 타고와서 프라이스와 소프를 구출해가면서 게임이 끝난다.
Museum (박물관)
미션 올클리어시 나오는 보너스 미션이다. 구조는 인물 전시관 두곳과 탑승 차량 전시관 한 곳으로 분리 되는데 인물 전시관에는 모든 종류의 총기가 전시되어 있다.(러시아제 제외)
인물들에 가까이 다가가면 인물들이 정해진 행동을 보여주고, 안내 데스크에 있는 빨간 버튼을 누르면 전시된 인물들이 집단으로 플레이어를 공격한다.

## 등장 인물

### Task Force 141
- 게리 '로치' 샌더슨 병장 (Sgt. Gary 'Roach' Sanderson) : Task Force 141의 부대원. 작중 주인공 중 하나. 같은 부대원인 맥태비시 대위, 고스트 등과 함께 각종 작전을 수행한다. 후에 마카로프의 단서를 찾으러 그의 비밀 아지트라고 추정되는 곳으로 침투하여 셰퍼드의 명으로 중요 기밀 등을 빼내오는데 성공하지만 셰퍼드에게 복부를 총으로 가격당하여 쓰러진 뒤, 불태워진다.

P.S 개가 싫다는 발언을 하여 셰퍼드가 배신한다는 암시를 한다 (셰퍼드는 독일 견종이다.)
- 존 '소프' 맥태비시 대위 (Captain John 'Soap' MacTavish) : 전작인 콜 오브 듀티 4: 모던 워페어에서의 주인공. 게임 후반부에 플레이어가 조종하게 된다. 모던 워페어에서는 계급이 병장이었지만 5년의 세월이 흐른 후 대위가 되어 Task Force 141의 대장이 된다. 소프란 이름을 싫어하여 프라이스를 굴라그미션에서 구하기 전까지 계속 맥태비시 대위란 이름을 쓴다. 후반부에 모든 것이 셰퍼드의 계략이었다는 것을 깨닫고 동료가 그에게 죽은 것에 대해 분개하여 프라이스와 같이 셰퍼드의 기지에 잠입하여 끝내는 그를 죽이는 데 성공한다. 마지막에 셰퍼드에게 복부를 칼로 찔리는 중상을 입지만 그 후 프라이스 대위와 니콜라이의 도움으로 간신히 죽음의위기를 벗어난다.
- 존 프라이스 대위 (Captain John Price) : 전작 콜 오브 듀티 4: 모던 워페어에서 맥태비시의 상관. 모던워페어에서 죽은 것으로 알려져 있었으나 사실 부상이 심했을 뿐, 생명은 무사했다. 러시아 정부군과 같이 있었으나 초국수주의자들이 러시아의 정권을 잡자 수많은 정부군과 함께 '굴라그'에 627번 죄수로서 감금되었다. 마카로프가 꺼려하는 죄수라는 정보를 듣고 '굴라그'에 잠입한 Task Force 141에 의해 구출된다. 이후, Task Force 141에 들어와 같이 작전을 펼치나 셰퍼드의 계략을 깨닫고 분개하여 소프와 같이 기지에 잠입, 그를 사살하는 데 성공한다.
- 사이먼 '고스트' 라일리 (Simon 'Ghost' Rilly) : Task Force 141의 부대원. 스컬(해골) 발라클라바와 고글이 특징이다. 스컬 발라클라바로 얼굴을 항상 가리기 때문에 어떻게 생겼는지 알 수 없다. 외국에서 코믹스로 모던 워페어 2: 고스트가 나올 만큼 이미지가 강한 편이다.'굴라그'미션에서는 굴라그 철장문 제어 시스템을 해킹,조작하여 맥태비시 일행이 프라이스를 찾는데에 도움을 준다.'굴라그'미션에서 혼잣말로 셰퍼드와 미국 해군들을 양키라 비하하는 것을 보면, 미국인은 아닌 듯하다. 억양으로 보아 영국인으로 추정된다. 특이한 영국식 영어발음과 전작 콜 오브 듀티 4: 모던 워페어의 S.A.S 대원 가즈와 목소리가 같다는 것에서 가즈가 살아있는 것 아니냐는 의혹이 제기되기도 했다. 후반부에 셰퍼드의 계략에 의하여 로치와 함께 사살당한다.

### U.S. Army Rangers 75th Regiment
- 조셉 앨런 일병 (Pfc. Joseph Allen) : 처음 플레이어가 조종하게 되는 작중 주인공. 아프가니스탄에서 작전을 수행하다 셰퍼드에 의해 C.I.A에 차출된다. 셰퍼드의 명령에 의하여 마카로프의 밑으로 들어가게 되고, 그의 신뢰를 얻기 위하여 No Russian 미션에서 어쩔 수 없이 공항의 민간인들을 무차별 학살한다. 특수부대의 공격을 물리치고 마카로프와 같이 도망치는 듯 했으나 이미 마카로프는 셰퍼드에게 조셉 앨런이 첩자라는 걸 들은 후였고 그를 죽이고 말았다. 남겨진 조셉의 시체가 미국의 C.I.A 소속이라는 것이 밝혀졌기 때문에 러시아의 미국 침공의 불씨가 된다.
- 제임스 라미레즈 이병 (Pvt. James Ramirez) : 작중 주인공 중 하나. 미국을 침공한 러시아 군을 격퇴하기 위해 버지니아, 워싱턴 D.C., 백악관 등을 차례로 전진한다.
- 폴리 병장 (Sgt. Foley) : 앨런과 라미레즈, 던의 상관. 주 무기는 SCAR 돌격소총이고 헌터2-1의 분대장인만큼 뛰어난 리더쉽도 미션마다 차례로 보여준다. 중요하고 힘든 일은 라미레즈를 다 시킨다.
- 던 상병 (Cpl. Dunn) : 앨런, 라미레즈, 폴리와 같은 부대 소속 대원. 손에 권총을 들고 자주 만지작거리고 있으며 라미레즈를 약간 무시하는 편이다.

### 주요 적들/기타
- 셰퍼드 중장 (General Hershel von Shepherd) : 전작에선 콜 오브 듀티 4: 모던 워페어의 미 육군 사령관. 게임에서 출현하지는 않으나 모던워페어의 사건과 관계가 많은 인물 중동에서 알아사드의 핵폭탄 때문에 휘하의 미 해병대(U.S.M.C)의 3만 군인이 모두 희생된 걸 지켜볼 수 밖에 없었던 비운의 장군이다.(모던 워페어의 '충격과 공포' 미션 참고). 이에 사태를 보고도 아무런 조치를 취하지 않은 미국과 관심을 보이지 않은 러시아 등에 증오심을 품어 Task Force 141(특수 기동부대141)이라는 다국적 부대를 조직한다. 앨런이 위장하고 있다는 사실을 마카로프에게 미리 알려 주어 러시아로 하여금 CIA가 러시아의 민간인을 학살한 것으로 보이게 한 후, 러시아가 미국을 침공하면 자신이 러시아군을 격퇴하여 영웅이 되려는 계획을 세우나 맥태비시에 의해 저지당하고 결국 죽게된다.
- 블라디미르 '마카로프' (Vladimir. R Makarov) : 콜 오브 듀티 4: 모던 워페어의 러시아 초국수주의파 우두머리였던 이므란 자카예프(Imran Zakahaev)의 후임. 앨런이 위장한 것을 알고 그를 사살하여 공항 테러를 마치 미국이 주도한 것처럼 보이게 만들어 러시아의 분노를 사 러시아가 미국을 침공하게 만든다. 셰퍼드와 한 패인 듯 보이나, 셰퍼드의 배신을 보고 셰퍼드의 은신처에 대한 정보를 프라이스에게 넘겨준다.나중에 나오는 콜 오브 듀티: 모던 워페어 3 마지막 미션에서 프라이스에게 죽는다.
- '니콜라이' (Nikolai) : 러시아의 첩보원. 전작 콜 오브 듀티 4: 모던 워페어에서 체포된 러시아 첩보원으로 등장하여 소프와 프라이스가 니콜라이를 구하는 미션이 있다. 모던워페어에서는 그다지 큰 인물로 부각 되지는 않지만, 이번 작에서는 특수 기동 부대 141 대원들과 맥태비시와 프라이스를 구출하는 등 큰 도움을 주는 캐릭터이다.
- 유리 (Yuri) : 리마스터판 한정 등장인물로 러시아어 사용 금지(No Russian)에서 테러를 저지하려다 의식을 잃고 쓰러진다. 공격할 경우 아군 사살로 게임오버된다.

## 무기 추가
모던 워페어 2에는 전작 콜 오브 듀티 4 : 모던 워페어에 비해 더욱 많은 무기가 등장하며, 기존 무기들도 리모델링 되어 등장한다. 다음은 모던 워페어 2에 등장하는 무기들의 목록이다.
- 기관단총
  - P90
  - UMP45
  - MP5K
  - Vector
  - Mini-Uzi
- 기관총
  - M240
  - MG4
  - L86 LSW
  - RPD
  - AUG H-BAR
- 자동소총
  - AK-47
  - FAMAS
  - F2000
  - FAL
  - SCAR-H
  - TAR-21
  - ACR
  - M4A1
  - M16A4

- 저격총
  - Intervention
  - M14 EBR (멀티 플레이에서는 M21 EBR)
  - WA2000
  - Barrett .50cal
- 권총
  - .44 Magnum
  - USP .45
  - M1911.45
  - M9
  - M93 Raffica
  - PP2000
  - TMP
  - G18 (Glock 18)
  - Desert Eagle
- 산탄총
  - AA-12
  - M1014
  - RANGER
  - SPAS-12
  - Striker
  - 윈체스터 M1887
- AT4-HS
- Javelin
- Stinger
- Thumper (M79)
- RPG-7

모던 워페어 2의 멀티플레이에선 새로운 광학 장비들을 장착할 수 있다.

## 한글화
대한민국 유저들은 한국에 출시되는 콜 오브 듀티 : 모던 워페어2의 한글화를 기대하였지만 유통사인 WBA 인터랙티브에선 비한글화로 출시한다고 밝혀 많은 유저들에게 원성을 샀다. 그러나 WBA 인터렉티브는 이에 대해 '액티비전사에서 한국 판매량이 세계 판매량 0.5%에도 못 미친다는 주장으로 1년 동안 강경한 반대 입장을 보여 비한글화로 출시하게 되었다'라는 입장을 취했다. 동시에 비한글화는 한글 공략 가이드북으로 대체하겠다고 하였다. 그러나 WBA 인터랙티브에서 엑스박스 360 버전과 PC버전을 심의도 받지 않고 발매한 것을 감안하면 액티비전사가 반대했다는건 핑계가 아닌가 하는 추측도 있다.
콜 오브 듀티 : 모던 워페어 2가 출시된 지 2달이 지나지 않아 중문판을 베이스로한 비공식 한글 패치가 제작이 되어 배포되었다.

## 만화
모던 워페어 2: 고스트(Modern Warfare 2: Ghost)는 콜 오브 듀티: 모던 워페어 2를 주제로한 만화로 총 6부로 구성되어 있다.

## 논란
모던 워페어 2는 발매전 'No Russian'이라는 미션 때문에 논란이 되었다. CIA 조셉 앨런 요원이 마카로프의 부하로 잠입한 채 모스크바의 자카예프 공항을 테러 한다는 내용이였는데 민간인 학살 장면 때문에 논란을 빚었으며 러시아에서는 전량 리콜, 미션 삭제 패치 후 재배포 되었고, 독일과 일본에서는 민간인을 공격하면 게임오버가 되게 하였으며 다른 국가에서도 사전에 이 미션을 넘길 수 있게 만들었다.

## 후속작
2011년 11월 8일 인피니티 워드에서 콜 오브 듀티: 모던 워페어 3을 출시했다. 콜 오브 듀티: 모던 워페어 3는 콜 오브 듀티: 모던 워페어 2의 스토리에서 이어진다.

## 평가
| 통합 점수           | 통합 점수                              |
| 통합사              | 점수                                   |
| ------------------- | -------------------------------------- |
| 게임랭킹스          | (X360) 93.57% (PS3) 93.42% (PC) 87.84% |
| 메타크리틱          | (X360) 94/100 (PS3) 94/100 (PC) 86/100 |
| 평론 점수           |                                        |
| 평론사              | 점수                                   |
| 1UP.com             | A                                      |
| 올게임              | [ 12 ]                                 |
| CVG                 | 9.4/10                                 |
| 디스트럭토이드      | 9.5/10                                 |
| 패미츠              | 39/40                                  |
| G4                  | [ 16 ]                                 |
| 게임 인포머         | 9.75/10                                |
| 게임프로            | [ 18 ]                                 |
| 게임스팟            | 9.0/10                                 |
| 게임스파이          | [ 20 ]                                 |
| 게임스레이더+       | 10/10                                  |
| 게임트레일러스      | 9.5/10                                 |
| IGN                 | 9.5/10                                 |
| Joystiq             | [ 24 ]                                 |
| OXM (UK)            | 10/10                                  |
| OXM (US)            | 9.5/10                                 |
| PC 게이머 (UK)      | 80%                                    |
| PC 게이머 (US)      | 80%                                    |
| 팀엑스박스          | 9.7/10                                 |
| 엑스플레이          | [ 29 ]                                 |
| The Escapist        | [ 30 ]                                 |
| The Daily Telegraph | 10/10                                  |
| The Guardian        | [ 32 ]                                 |

| 수상                                   | 수상                        |
| 평론사                                 | 수상                        |
| -------------------------------------- | --------------------------- |
| IGN                                    | Editor's Choice             |
| GamePro                                | Editor's Choice             |
| BAFTA                                  | PC Game of the Year (2009)  |
| 게임트레일러스                         | Game of the Year 2009       |
| PakGamers                              | Best Xbox 360 Game of 2009  |
| GameSpot                               | Best Shooter/Readers Choice |
| 게임트레일러스                         | Best First-Person Shooter   |
| Destructoid                            | Editor's Choice             |
| Academy of Interactive Arts & Sciences | Action Game of the Year     |